# 産経映画社
株式会社産経映画社（さんけいえいがしゃ）は日本の映像制作会社。東京都港区に本社がある。

## 概要
1950年に株式会社プレミヤ映画社として設立。主にスポーツの記録映画を中心にして製作・撮影を開始した。1963年に社名を株式会社スポーツニュース社に改称、サンケイスポーツとの提携による「サンケイスポーツニュース」をフジテレビジョンや全国映画館などに配給する。1977年に現社名となる。
主な製作番組として、フジテレビの『Live News イット!』、『みんなのKEIBA』、テレビ東京の『ウイニング競馬』などのスポーツニュース番組の取材資料、内閣府の内閣総理大臣外遊の模様の撮影などがある。
映画『東京オリンピック』（市川崑監督）でカメラマンの一員であった山口益夫が代表取締役社長を務める。